# Enakomerno pospešeno gibanje
Enakomérno pospešêno gíbanje je poseben primer pospešenega gibanja, pri katerem se pospešek s časom ne spreminja. Zgled enakomerno pospešenega gibanja je poševni met. Posebni primer, ko je pospešek enak nič, imenujemo enakomerno gibanje. Primer, ko se telo giblje po premici, je znan kot premo enakomerno pospešeno gibanje.
Hitrost v(t) se s časom (t) spreminja po velikosti ali smeri:
{\displaystyle \mathbf {v} (t)=\mathbf {v} _{0}+\mathbf {a} t}
Tu je:
- v0 - začetna hitrost
- a - pospešek (konstanten)
- t - čas